# Rollingen (Adelsgeschlecht)

Wappen der Herren von Rollingen

Die Herren von Rollingen (französisch de Raville) waren ein luxemburgisches Dynastengeschlecht, dessen letzte Linie im Jahre 1740 erlosch.

## Geschichte
Das Adelsgeschlecht gehörte zu den wichtigsten Familien Luxemburgs und stammte aus der luxemburgischen Exklave Rollingen, dem heutigen Raville, einer heute französischen Gemeinde, die im Département Moselle in der Region Grand Est liegt.
Ihre dortige Burg wurde während der Französischen Revolution zerstört. Seit Mitte des 15. Jahrhunderts besaß ein Familienzweig auch Schloss Ansemburg.

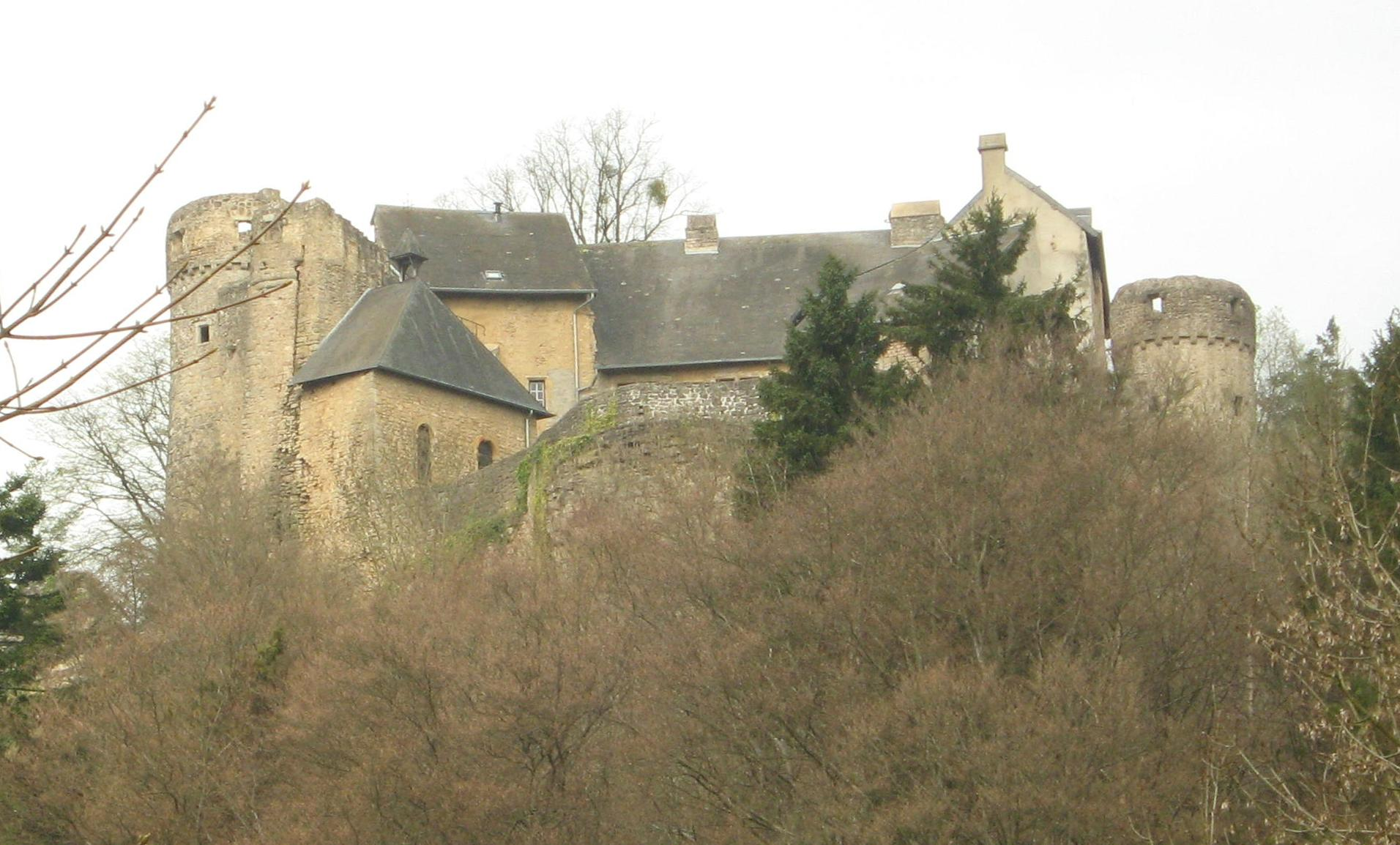
Burg Ansemburg
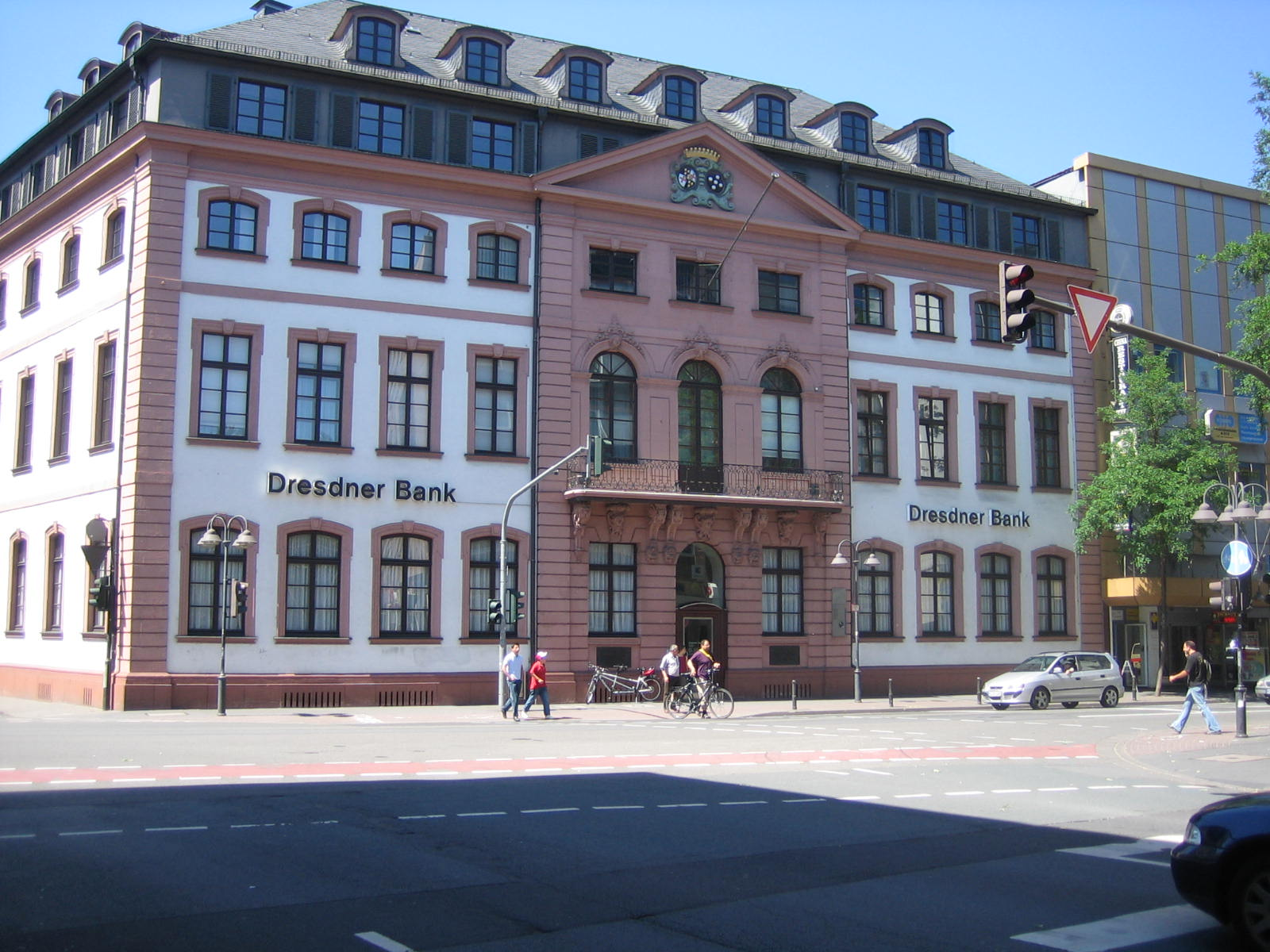
Stadioner Hof in Mainz

## Personen

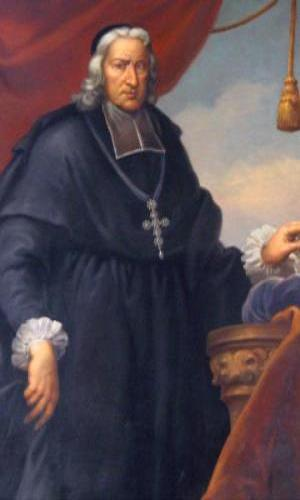
Heinrich Hartard von Rollingen (1633–1719), Fürstbischof von Speyer

Bekannte Vertreter des Adelsgeschlechts sind:
- Heinrich Hartard von Rollingen  (1633–1719), von 1711 bis 1719 Fürstbischof von Speyer
- Karl Wolfgang Heinrich von Rollingen (1676–1730); Domherr in Speyer, Mainz und Trier, Epitaph im Speyerer Dom
- Der Geheime Hofrat Lothar Friedrich von Rollingen, Herr von Dalenbroich und Koerich, Erbmarschall des Herzogtums Luxemburg und der Grafschaft Chiny.[1] Er ließ 1728–33 den Stadioner Hof in Mainz errichten.

## Wappen
Das Stammwappen derer von Rollingen ist in Rot drei silberne Sparren. Das vermehrte Wappen der Edlen Herren von Rollingen ist geviert, in Feld 1 und 4: das Stammwappen Raville; 2 und 3: in Rot ein silbernes Ankerkreuz, im Herzschild ein Rost.

Vermehrtes Wappen der Rollingen
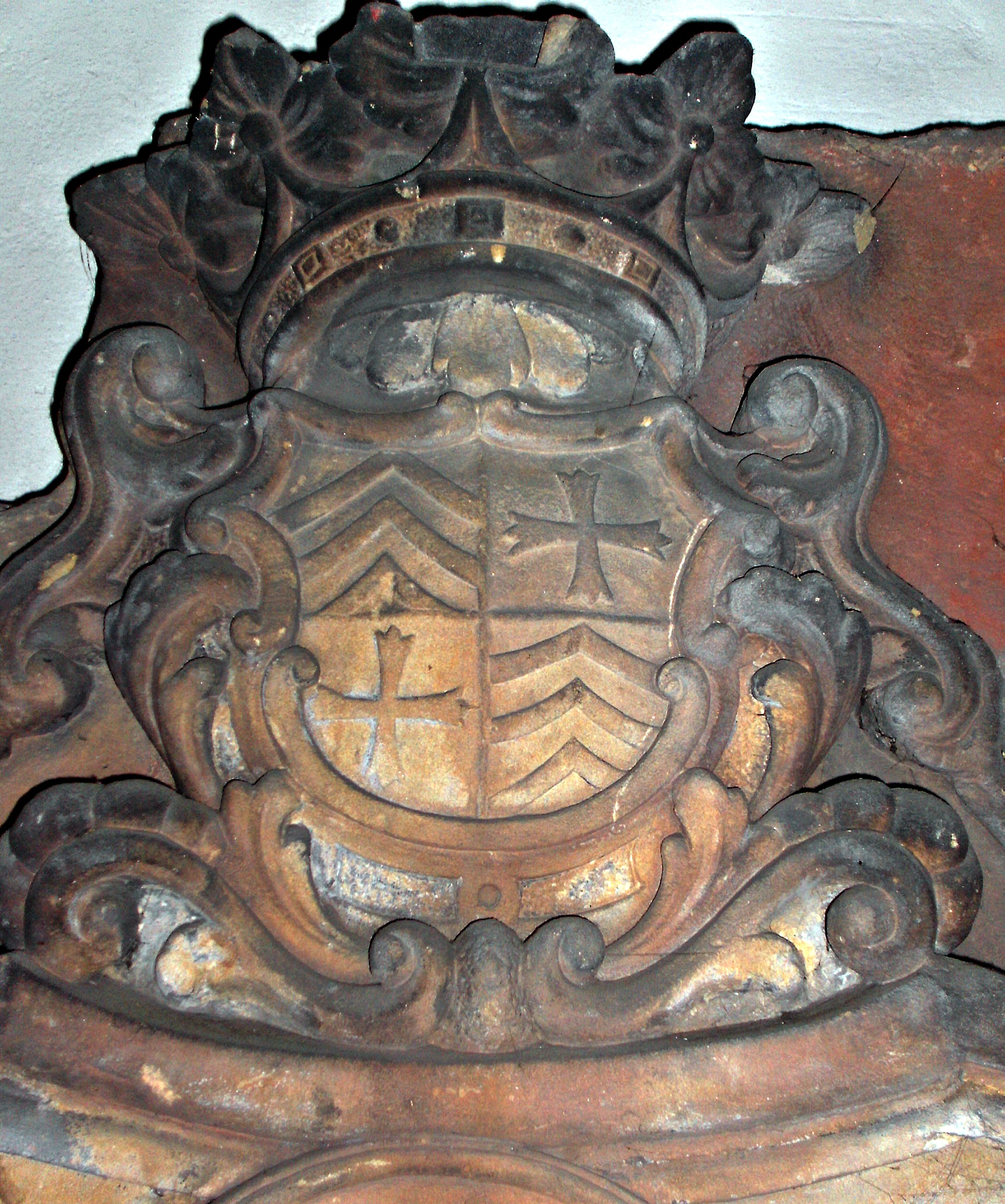
Wappen vom Grabmal des Domherrn Karl Wolfgang Heinrich von Rollingen († 1730) im Speyerer Dom